# Shin Kato
Shin Kato (加藤 信?, Kato Shin; Tokyo, 5 novembre 1891 – 14 luglio 1952) è stato un giocatore di go giapponese.

## Biografia
Imparò il Go fin da piccolo e fu allievo di Heijiro Hirose. Una volta diventato professionista si unì al gruppo di giocatori della Hoensha, guidata dall'Honinbo Shūho. Nel 1924 si unì con tutto il gruppo alla neocostituita Nihon Ki-in ma lasciò quasi subito per unirsi alla Kiseisha. L'esperienza fu breve perché torno quasi subito alla Nihon Ki-in.
Il punto più alto della sua carriera fu il raggiungimento della finale del torneo Hon'inbō nell'edizione inaugurale. In quell'occasione pareggiò 3-3 la sfida in 6 partite contro Riichi Sekiyama, ma il titolo fu assegnato al suo avversario per il migliore piazzamento al termine della fase finale del torneo.
Tra i suoi allievi ci sono stati i professionisti Masao Isogawa, Minaichi Tanaka, Shinichi Kanai e Seikan Tsubouchi.
Shin Kato fu un fiero oppositore dell'introduzione del komi, cui era fortemente contrario.

## Titoli
| Nazionali | Nazionali | Nazionali |
| Torneo    | Vittorie  | Finalista |
| --------- | --------- | --------- |
| Honinbo   |           | 1 (1941)  |
| Totale    | 0         | 1         |

| Controllo di autorità | VIAF (EN) 261806863 · ISNI (EN) 0000 0000 8331 4953 · LCCN (EN) n88197744 · GND (DE) 1141711966 · NDL (EN, JA) 00027845 |